# Teemu Lassila
Teemu Lassila (né le 26 mars 1983 à Helsinki en Finlande) est un joueur professionnel finlandais de hockey sur glace. Il évolue au poste de gardien de but,. Il est le fils de Hannu Lassila, joueur international finlandais dans le même sport.

## Biographie

### Carrière en club
Formé au Salo HT, il commence sa carrière professionnelle en SM-liiga avec le TPS Turku en 2002. Il est choisi au cours du repêchage d'entrée dans la LNH 2003 par les Predators de Nashville au quatrième tour en cent-dix-septième position. De 2005 à 2007, il porte les couleurs du Djurgården Hockey dans l'Elitserien. En 2011, il se joint au Metallourg Novokouznetsk dans la KHL.

### Carrière internationale
Il représente la Finlande au niveau international. Il est champion du monde en 2011.

## Trophées et honneurs personnels
- 2012 : nommé meilleur gardien du mois de janvier de la Kontinentalnaïa Hokkeïnaïa Liga.